# Fastrygi
Fastrygi – singel Meli Koteluk zwiastujący drugi album artystki pt. Migracje. Kompozycja stworzona przez zespół Meli Koteluk z tekstem artystki powstawała w Domu Pracy Twórczej w Burdągu na Mazurach.

## Personalia
- Mela Koteluk – tekst, głos
- Tomek „Serek" Krawczyk – gitary
- Krzysztof Łochowicz – gitary
- Miłosz Wośko – instrumenty klawiszowe
- Aleksandra Chludek – chór
- Kornel Jasiński – basy
- Robert Rasz – perkusja
- zespół Mela Koteluk – kompozycja
- Marcin Gajko – miks
- Leszek Kamiński – mastering
- Marek Dziedzic – produkcja muzyczna
- Honorata Karapuda – fotografia

## Notowania
| Lista                                     | Pozycja |
| ----------------------------------------- | ------- |
| Lista Przebojów Programu Trzeciego        | 1       |
| Mniej-Więcej-Lista Polskiego Radia Zachód | 1       |
| Złota Dziesiątka Radia Warszawa           | 8       |
| Lista Przebojów Radia Merkury             | 12      |
| Uwuemka                                   | 13      |
| Lista przebojów e-migrant.eu              | 26      |
| SLiP                                      | 27      |

## Teledysk
Scenariusz teledysku napisali Tomasz Gliński i Małgorzata Makowska. Obraz ze zdjęciami wykonywanymi przez Tomasza Glińskiego w Muzeum Geologicznym w Warszawie i w jego reżyserii miał premierę 30 lipca 2014.